# Скуби-Ду. Пираты на борту!
«Скуби-Ду. Пираты на борту!» (англ. Scooby-Doo! Pirates Ahoy!) — полнометражный анимационный фильм 2006 года, продолжающий серию о Скуби-Ду.

## Сюжет
Однажды корабль астрокартографов плыл перед Бермудским треугольником, но неожиданно штурман сообщил о надвигающемся зелёном дыме. После него появился корабль-призрак. Корабль подплыл к судну вплотную, и взял на абордаж. Удивление и ужас моряков были невообразимы, после того как на корабль начали лезть полу-мёртвые пираты. Пираты перебили всех на судне и обстреляли корабль, но один из астрокартографов — Руперт Гарсия спасся и бежал.
По дороге на пристань едет Машина Тайн. Родители Фреда устроили особый сюрприз по поводу его Дня Рождения. Сюрпризом оказывается ничто иное, как «Загадочный Круиз». На пристани мама Фреда оценивает всех и фотографирует со специальной вспышкой, которая очень сильно всех ослепляет. Скуби-Ду отходит от друзей и случайно натыкается на загадочного коротышку, который гипнотизирует его, и в ужасе возвращается, сказав о нём. Оказавшись на корабле Команда Тайн знакомится с персоналом (с капитаном корабля — Крозерсом и основателем развлекательной программы — Санни Сент Клаус).
На протяжении трёх дней команда разгадала недельный запас загадок, чем очень разозлила Санни и пассажиров корабля. В тот же миг Шегги подмечает Руперта Гарсия, уставшего и в изорванной форме. Когда его подняли на борт, то он начал говорить о Корабле — Призраке и его отнесли к психиатру. Потом на реактивном ранце прилетает, известный Дафне, «эксцентричный мультимиллиардер» Бифф Веллингтон, который сел заправиться топливом. Вечером начинается бал — маскарад. Шегги и Скуби не досталось ничего, кроме костюма двухголовой курицы. В ходе программы на сцене появляется Мистер Загадка — тот самый коротышка, которого Скуби испугался на пристани. Загадка гипнотизирует и подчиняет себе всех, заставляя танцевать и лаять и т. д. Неожиданно Руперт замечает надвигающийся Корабль — Призрак. Корабль берёт на абордаж, впоследствии в плен всех, кроме Команды Тайн. Благодаря навыкам Фреда, корабль приближается к уплывшему Кораблю — Призраку.
Команда придумывает сложный план по освобождению пленных, проникнув на корабль используя лежащие там средства (так как корабль — подделка) и инсценируя НЛО, но из — за неуклюжести Шегги и Скуби выстреливает пушка, подбивая тем самым НЛО. План раскрыт и вся команда попадает в плен. Капитан призрачной команды — Скакбирд узнаёт астрокартографа и спрашивает его о местоположении золотой кометы. Тот вынужден указать направление. Команда в это время освобождается.
Пираты прибывают к месту, и с помощью крюка достают комету. Казалось, конец близко, но Шегги и Скуби сбрасывают на пиратов сеть и выбрасывают комету назад. Скакбирд разозлён, и он жаждет убить команду, но она принимает бой, и после продолжительного боя Шегги и Скуби опять сбрасывают на пиратов сеть, и место прибытия Корабля обрушивается. Корабль успевает выплыть и команда раскрывает личности. Оказывается всю призрачную команду играли загипнотизированные пленники, а главарями оказываются Бифф Веллингтон — капитан Скакбирд (хотел всегда стать пиратом) и Мистер Загадка (он же Мистерио) — его правая рука (хотел заполучить золотую комету). Команда силой заставляет Загадку разгипнотизировать людей, и вечеринка продолжается уже в пиратском духе, а Веллингтона и Загадку отвозят в ближайшую тюрьму.

## Роли озвучивали
- Фрэнк Уэлкер — Скуби-Ду, Фред
- Кейси Кейсем — Шегги
- Грей Делайл — Дафна
- Минди Кон — Велма
- Дэн Кастелланета — Мистер Загадка
- Рон Перлман — капитан Скакбирд / Бифф Веллингтон
- Фредди Родригес — Руперт Гарсия
- Тим Конуэй — Скип Джонс
- Айда Маккларг — Пегги Джонс / Салли Морская Соль
- Кэти Наджими — Санни Сент Клаус
- Арсенио Холл — капитан Крозерс

## Отзывы и продажи
Майк Лонг из DVD Talk писал, что мультфильм «не соответствует качеству „Скуби-Ду, где ты!“, но он проделывает замечательную работу, пытаясь вернуть дух старых шоу». Карл Кортез из iF Magazine дал картине оценку «B+» и отмечал, что в ней много отсылок на фильмы о пиратах. Майк Брукс из Mana Pop поставил мультфильму 5 баллов из 10 и, указав на плюсы и минусы, написал, что поклонникам сериала не будет стыдно пропустить его.
Мультфильм принёс более 4,4 миллиона долларов с продаж на DVD.
В 2022 году Молли Макнабб из Comic Book Resources поставила капитана Скакбирда на 8 место в топе 10 лучших злодеев франшизы «Скуби-Ду».